# Свети Илия (Самарина)
Вижте пояснителната страница за други значения на Свети Илия.
„Свети Пророк Илия“ (на гръцки: Ναός Προφήτη Ηλία) е православна църква в пиндското село Самарина, Егейска Македония, Гърция, енорийски храм на Гревенската епархия.
Църквата е разположена в южния край на селото на покрит с борове хълм. Изградена е в 1795 година. В архитектурно отношение е трикорабна базилика с дървен покрив, голям нартекс и полушестоъгълна отвън апсида на изток. Северният вход води в наоса, а западният в женската църква.
Във вътрешността има ценни икони от XVIII век, като царската икона на Христос, която е датирана 1772. Голямо количество икони от храма са откраднати. От зографския надпис научаваме, че храмът е изписан в 1828 година
| „ | ΗΣΤΟΡΗΘΗ ΟΥΤΟΣ Ο ΘΕΙΟΣ ΚΑΙ ΠΑΝΣΕΠΤΟΣ ΝΑΟΣ ΤΟΥ ΑΓΙΟΥ ΕΝΔΟΞΟΥ ΠΡΟΦΗΤΟΥ ΗΛΙΟΥ ΤΟΥ ΘΕΣΒΥΤΟΥ... ΔΙΑ ΧΕΙΡΟΣ ΧΡΗΣΤΟΥ ΙΕΡΕΟΣ ΥΙΟΥ ΤΟΥ ΠΑΠΑΙΩΑΝΝΟΥ ΕΚ ΤΗΣ ΙΔΙΑΣ ΧΩΡΑΣ ΕΝ ΕΤΙ ΤΩ ΣΩΤΗΡΙΩ ΑΩΚΗ ΦΕΥΡΟΥΑΡΙΩ ΚΑΙ ΤΕΛΟΣ Изписа се този Божи и Пресвещен храм на Светия Преславен Пророк Илия Тесвийски... от ръцете на Христос поп син на Папайоанис от същото село в годината на Спасителя 1828 Февруари | “ |

В северната част на храма има параклис, посветен на Светите Безсребреници Козма и Дамян, датиран 30 май 1877 година.
В 1962 година църквата е обявена за паметник на културата.